# Накаџима Ј1Н
Накаџима Ј1Н Геко (Мјесечина) (Ирвинг по америчком коду) је био јапански двосједи ноћни ловац (верзије С, Ц-Каи) или тросједи извиђачки авион (верзије Ц, Ф) из периода Другог свјетског рата, којег је прозводила фабрика Накаџима.

## Развој
Године 1938. јапанска морнарица је издала спецификацију за двомоторни ловац за пратњу, са брзином 280 чворова на сат и радијусом до 2000 наутичких миља са допунским резервоарима за гориво. Фабрика Накаџима и њен дизајнер К. Накамура су успјели да створе прототип који је показао добру покретљивост захваљујући напредним крилцима (елеронима), флапсовима и преткрилцима. Морнарици се није свиђао систем одбране са 2 барбете и митраљезима са даљинском контролом, па је наручила извиђачки авион са 3 члана посаде.

## У борби
Почели су да се користе почетком 1943. над Соломоновим острвима. Убрзо је командант 251. ваздушног корпуса, Јасуна Козоно, дошао на идеју да претвори неке авионе у ноћне ловце за пресретање савезничких бомбардера. Под називом Ц-Каи, имали су топове намјештене да гађају косо унапријед, горе и доље. То се показало добрим рјешењем, и већина Ј1Н авиона је израђена у верзији ноћног ловца са носним радаром и боље обликованом кабином.
Ј1Н се показао добрим авионом, али није био способан да пресретне B-29 бомбардере на великим висинама због недовољне највеће висине лета и брзине.

## Производња
Укупно је произведено 477 авиона Ј1Н.

## Карактеристике
- Накаџима Ј1Н
- Ноћни ловац (верзије С, Ц-Каи) и Извиђачки авион (верзије Ц, Ф)
- Посада: 2 (ноћни ловац), 3 (извиђач)
- Први лет: мај 1941.
- Производња: август 1942.
- Ушао у употребу: крај 1942.
- Произвођач: Накаџима
- Димензије
  - Дужина: 12.18 m
  - Размах: 16.98 m
  - Висина: 4.562 m
  - Површина крила: ?
- Масе
  - Празан: 4852 
  - Оптерећен: 6900-7250 
  - Максимална полетна маса: 7527
- Погонска група
  - Мотори: 
    - два, звјездасти, Накаџима Сакае 21, 1130 КС, 14 цилиндара

## Летне особине
- Максимална брзина: 507
- Радијус дејства: типично око 2550 Km са унутрашњим горивом, 3750 са допунским резервоарима
- Оперативни плафон: 9320
- Брзина уздизања: око 600 m у минути

## Наоружање
- Стрељачко:
  - (Ј1Н1-Ц) 1 топ 20 mm Тип 99 у носу са ? граната, 2 митраљеза 7.7 mm Тип 97 у носу са ? метака сваки
  - (Ј1Н1-С) 4 топа 20 mm Тип 99 модел 2 иза кабине, 2 гађају укосо напријед горе и 2 укосо напријед доље, сваки са по ? граната
  - (Ј1Н1-Ф) 1 топ 20 mm у леђној куполи